# 류지판
류지판(중국어 정체자: 劉紀範, 병음: Líu Jìfàn, 한자음: 유기범, Amanda Liu, 1987년 8월 10일 ~ )은 대만의 배우이다.

## 방송
- 선녀자자래아가
- 정강 경찰서
- Q18양자예언

## 영화
- 동학맥나사